# 욜란다 솔레르
욜란다 솔레르 그라헤라(스페인어: Yolanda Soler Grajera, 1972년 2월 1일~)는 스페인의 전직 유도 선수이다. 1996년 하계 올림픽에서 여자 엑스트라라이트급 동메달을 획득했다.